# Ewa Horeszkówna

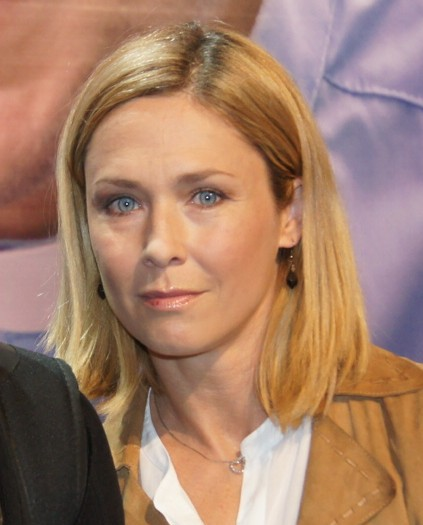
Dorota Naruszewicz, odtwórczyni roli Ewy Horeszkówny w filmie Pan Tadeusz w reżyserii Andrzeja Wajdy

Ewa Horeszkówna – postać fikcyjna w poemacie Adama Mickiewicza Pan Tadeusz. Była córką stolnika Horeszki. Zakochała się w głównym bohaterze utworu Jacku Soplicy, jednak jej ojciec nie zezwolił na ślub. W czasie oblężenia zamku Horeszków przez wojska rosyjskie Jacek Soplica zabił Horeszkę. Ewa wyszła za mąż za kasztelana litewskiego, z którym miała jedną córkę Zosię. Później wraz z mężem została zesłana na Syberię, gdzie wkrótce umarła.